# Roberto Girometti
Roberto Girometti (* 4. Mai 1939 in Rom) ist ein italienischer Kameramann und Filmregisseur.

## Leben
Girometti wurde bei der Wochenschau-Gesellschaft „La Settimana Incom“ ausgebildet, bei der er ab 1962 insgesamt zehn Jahre verbrachte; unter anderem arbeitete er mit Leonida Barboni und Angelo Filippini. Ab 1971 war er auch als Chefkameramann aktiv, wobei er hauptsächlich Dokumentarfilme bebilderte und nur gelegentlich Spielfilme fotografierte. Nach einem kurzen Intermezzo als Regisseur seiner eigenen Drehbücher unter dem Namen Bob Ghisais (ein Mafia- und ein Pornofilm, dem ein zweiter 1985 folgte) stand er für zahlreiche Genrefilme und Fernsehaufgaben, so u. a. die Filmserie Zwei Supertypen in Miami, hinter der Kamera.

## Filmografie (Auswahl)

### Regisseur
- 1980: Die Ratte des Syndikats (Mafia… una legge che non perdona)
- 1980: Ein Sommer auf dem Lande (Le segrete esperienze di Luca e Fanny)
- 1985: Professione: porno attrice

### Kameramann
- 1972: Una cavalla tutta nuda
- 1990–1993: Zwei Supertypen in Miami (Extralarge) (Serie von Fernsehfilmen)